# Пацацоглу, Христос
Хри́стос Пацацо́глу (греч. Χρήστος Πατσατζόγλου; 19 марта 1979, Афины, Греция) — греческий футболист, игравший на позиции защитника. Участник чемпионата Европы 2008 года и чемпионата мира 2010 года в составе сборной Греции.

## Клубная карьера
Пацацоглу начал свою карьеру в клубе «Шкода Ксанти», где завоевал титул Лучшего молодого игрока чемпионата Греции.
Летом 2000 года он перешёл в «Олимпиакос», в составе которого выиграл восемь чемпионатов, четыре кубка и Суперкубок Греции.
Летом 2009 года Христос стал игроком «Омонии», в которой воссоединился с бывшим тренером Такисом Лемонисом и своим бывшим одноклубником Михалисом Константину и выиграл чемпионат Кипра.
Летом 2010 года он перешел в АЕК, после чего в январе 2011 года перешёл в ПАС (Янина). В составе новой команды дебютировал 17 января на 63-й минуте матча против «Пантракикоса» (0:2). В сезоне 2010/2011 Пацацоглу внёс свой вклад в продвижение клуба в высший дивизион Греции.

## Карьера в сборной
Пацацоглу принял участие в чемпионате Европы среди молодёжных команд в Швейцарии в 2002 году, где выбыл из группы на групповом этапе.
Он дебютировал за сборную Греции 2 сентября 2000 года в матче против Германии (0:2), выйдя на замену. В 2008 году Христос вошёл в состав греческой сборной на чемпионат Европы в Австрии и Швейцарии. На турнире Пацацоглу вышел на поле в матче против России (0:1), а сборной покинула турнир на стадии группового этапа. В 2010 году был включён в заявку сборной на чемпионат мира в ЮАР, но на поле не выходил. В том же году провёл свой последний матч за сборную.

## Достижения

### Командные
Олимпиакос
- Чемпион Греции (8): 2000/01, 2001/02, 2002/03, 2004/05, 2005/06, 2006/07, 2007/08, 2008/09
- Обладатель Кубка Греции (4): 2004/05, 2005/06, 2007/08, 2008/09
- Обладатель Суперкубка Греции (1): 2007

Омония
- Чемпион Кипра (1): 2009/10
- Обладатель Суперкубка Кипра (1): 2009/10

### Личные
- Молодой футболист года в Греции (1): 1999/00